# The Sims 4: Оборотни
«The Sims 4: Оборотни» (англ. The Sims 4: Werewolves) — двенадцатый игровой набор к компьютерной игре The Sims 4. Его выход состоялся 16 июня 2022 года на цифровых платформах Origin и Steam. Игровой набор добавляет оборотней — симов, способных обращаться в антропоморфных волков и связанные с ними разные взаимодействия. Это также третий игровой набор для The Sims 4, полностью посвящённый оккультным видам, после «Вампиров» и «Мира Магии».
Разработка набора велась по причине того, что оборотни были одним из самых запрашиваемых оккультных видов на фоне уже наличия в игре вампиров, волшебников и русалок. Создатели хотели не только проработать способности оборотней, но и уделить особое внимание предыстории оборотней и раскрыть в том числе предысторию других имеющизся в игре оккультных видов. 
Критика игрового набора была в целом положительной, рецензенты похвалили предоставленный игровой мир, коллекции предметов, но и указали на то, что оборотни в итоге стали самым проработанным оккультным видом в The Sims 4. Оценка дизайна оборотней была более неоднозначной, особенно среди игроков, указывавших на сходство оборотней с фурри, тем не менее и критики и игроки признали усовершенствование дизайна оборотней в сравнение с предыдущими играми The Sims.

## Игровой процесс
Игровой набор добавляет оккультный вид — оборотней или точнее вервольфов — симов, способных обращаться в антропоморфных волков и связанные с ними разные взаимодействия. На поведение и обращение вервольфа влияют фазы луны — дополнительная игровая механика, введённая с набором. Чтобы стать оборотнем, сима должен покусать другой оборотень или же он должен родиться в семье ликантропов. Оборотня также можно создать в редакторе создания персонажа, настраивать звериный облик, расцветку шерсти, глаз, форму морды и в том числе одевать оборотня в его звериной форме. 
Вместе с ликантропией, The Sims 4 вводит уникальные способности и навыки для оборотней по аналогии со способностями вампиров и магией волшебников в The Sims 4. Эти способности можно приобрести со временем по мере отыгрыша за оборотня и применения действий, доступных только для оборотней. Для ликантропов доступны уникальные взаимодействия, например спарринги или игры. Они могут собираться в стаю и вместе исследовать местность в поисках редких предметов. Игрок может сам выбирать способности для оборотня, например это более быстрый бег, метка территории, сопротивление луне итд. Тем не менее у оборотня также имеются очки ярости, которые растут по мере применения способностей, эмоциональных вспышек, частоты обращений и спаррингов. Слишком высокий показатель ярости чреват приступами неконтролируемой ярости, «звериного поведения» и какое то время невозможностью вернуться в форму человека. Показатель ярости повышается в зависимости от темперамента оборотня, например некоторым ликантропам тяжело спать ночью, оставаться долго в помещении, а другие возбуждаются от экранов телевизоров или телефонов. Избегание «триггеров» — важная часть в отыгрыше за оборотня. По мере того, как игрок открывает доступ к новым способностям, он может облегчить оборотню контролировать свой гнев. 
Игровой набор также вводит городок под названием Мунвуд Милл (англ. Moonwood Mill), представляющий собой давно заброшенную и поглощённую природой промышленную зону — лесопилку. Этот городок хранит множество секретов и тайных проходов, раскрывающих в том числе и знания об оборотнях, волшебниках и вампирах. Почти все местные жители городка — оборотни, нашедшие убежище среди развалин промышленной зоны. Они делятся на две стаи — общину, соблюдающую верность традициям и Диких Клыков — свободолюбивых мятежников. Чтобы стать частью стаи, необходимо принять вызов вожака стаи, найти своё место в иерархии и принять правила, действующие внутри стаи. Игрок может изучать предысторию Мунвуд Милла, изучая и находя местные книги, артефакты или расспрашивая местных жителей.

## Разработка, анонс и выход
Ещё в августе 2021 году разработчики признались, что рассматривают разработку предстоящего дополнения, связанного с оборотнями, указывая на то, что многие игроки The Sims 4 просят их добавить в игру наряду с феями и зомби. Впервые ликантропы появились в The Sims 2 в 2006 году, вместе с дополнением «The Sims 2: Питомцы» и затем в The Sims 3 c дополнением «The Sims 3: Сверхъестественное». Дизайн оборотней был переработан в сторону более звероподобного в сравнение с предыдущими сериями, где оборотни — это симы, но с более густым волосяным покровом и некоторыми косметическими изменениями. Разработчики хотели переосмыслить дизайн оборотней из предыдущих франшиз, если раннее они повторяли классический образ человека-волка, но на этот раз команда черпала вдохновение у современных фильмов ужасов об оборотнях, например у франшизы «Другой мир». Разработчики хотели наделить вервольфов более крутыми, звериными и угрожающими чертами но при этом чтобы он по прежнему вписывались в художественный дизайн вселенной The Sims 4. Оборотни в The Sims 4 также имеют больше всего геймплея в сравнение с предыдущими играми, у них, как и у вампиров есть древо навыков, позволяя игроку по мере отыгрыша подбирать определённые умения. Созданная одежда для игрового набора не имеет чёткой тематики, часть костюмов выдержанны в «сельском» силе, рок-панк, нарядов для бездомных, некоторые костюмы имеют порванный вид, чтобы их можно было надеть на оборотней. Одежду старались делать гендерно нейтральной, почти все наряды в дополнении являются унисексными. Добавленные с дополнением предметы также выполнены в ветхом, испорченном стиле, как будто их достали их заброшенных зданий. В Описании некоторых предметов есть отсылки к Final Fantasy XIV.
С созданием городка Мунвуд Милл было связано несколько трудностей. Это очевидно должна была быть природная местность, однако The Sims 4 уже предлагает несколько природных локаций, вдохновлённых лесами Европы или Северной Америки. Мунвуд Милл должен был как то отличаться от них, его природа вдохновлена таёжными лесами. Согласно предыстории, на месте локации располагалась промышленная зона по вырубке лесов но была заброшена. Эту местность затем освоили общины оборотней. Хотя в игровом мире всего пять участков, разработчики постарались создать обширные игровые локации и богатые на взаимодействие. Участки в Мунвуд Милл были созданы в сотрудничестве с блогером Джеймсом Тёрнером. Работая над игровым набором, разработчики хотели уделить особое внимание внутриигровому «лору», рассказать о предыстории Мунвуд Милл, оборотней и даже других оккультных созданий из The Sims 4 — русалок, вампиров и волшебников. Выискивание информации по лору выступает одной из важных частей игрового набора — расспрашивание местных жителей, изучение книг, литературы, изучение катакомб и открытие доступа к знаниям «лунного языка», раскрывающего важные детали предыстории оборотней. Кланы оборотней были добавлены для демонстрации двух способов отыгрыша за оборотня, в одном случае это стремление сохранить человечность и контроль внутреннего зверя, в другом — наоборот отыгрыш за агрессивного оборотня, изучение своей звериной натуры. 
Уже в мае 2022 года, вместе с выпусками комплектов, разработчики оставляли разные подсказки, указывающие на предстоящий выпуск игрового материала, связанного с оборотнями. Официальный анонс вместе с выходом трейлера состоялся 2 июня 2022 года с запланированной датой выхода 16 июня 2022 года для персональных компьютеров Windows и OS X и игровых приставок PlayStation 4 и Xbox One.

## Музыка

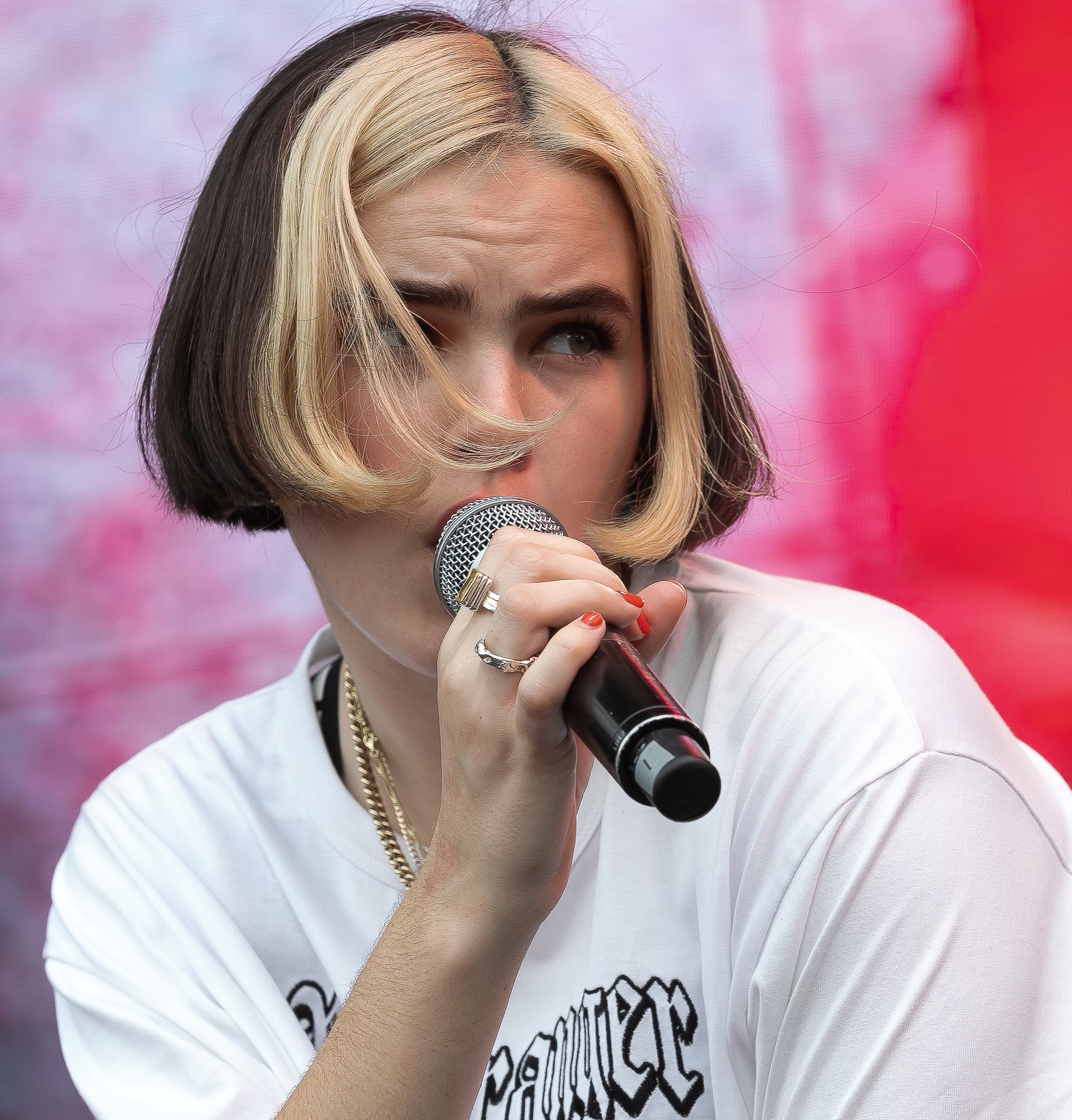
Бени, одна из певиц, записавших трек для игрового набора

Вместе с игровым набором в The Sims 4 были добавлены ряд композиций в жанре инди-рок, электро и «жуткой музыки», которые также являются вариациями инди-рока и альтернативной музыки. Все треки были специально перезаписаны на симлише — вымышленном языке, на котором общаются персонажи из игр The Sims.
| №  | Название                     | Автор(ы)        | жанр/звучит вː | Длительность |
| -- | ---------------------------- | --------------- | -------------- | ------------ |
| 1. | «Walking At A Downtown Pace» | Parquet Courts  | альтернативная | 4:47         |
| 2. | «Kool»                       | Бени            | альтернативная | 2:50         |
| 3. | «Briando»                    | Electric Jalaba | электро        | 4:08         |
| 4. | «Vwamplo»                    | Blue Blood      | жуткая музыка  | 3:26         |
| 5. | «Happy Face»                 | Jagwar Twin     | жуткая музыка  | 2:49         |
| 6. | «Praying Mantis»             | Jazz Alonso     | жуткая музыка  | 2:26         |

## Восприятие
| Сводный рейтинг    | Сводный рейтинг |
| Агрегатор          | Оценка          |
| ------------------ | --------------- |
| Metacritic         | 80 %            |
| Иноязычные издания |                 |
| Издание            | Оценка          |
| Dexerto            | 8/10            |
| GamesHub           | [ 20 ]          |
| Jeuxvideo          | 75 %            |
| Screenrant         | [ 22 ]          |

Реакция у игрового сообщества на дизайн оборотней их показанного трейлера была неоднозначной. В частности разработчики предложили иной подход к дизайну оборотней, нежели в предыдущих играх серии The Sims, наделив их более животной внешностью в противовес оборотням из The Sims 2 и The Sims 3, являющихся по сути теми же симами, но с более густым волосяным покровом и клыками. Пользователи в сети сочли новый дизайн неудачным, сравнивая его с «Кошками» и заметив что образ оборотней получился слишком «милым», «мультяшным», делая их в буквальном смысле похожими на персонажей фурри-арта. Наоборот, дизайн оборотней встретил восторженные отзывы у другой части игроков, учитывая что и среди фанатов The Sims 4 есть поклонники фурри. Некоторые игровые издания упоминали о популярной франшизе «Сумерки», заметив что отныне в The Sims 4 можно воссоздать похожий сценарий при наличии игрового набора «Вампиры», к тому же оба набора совместимы, в частности между оборотнями и вампирами установлена вражда. Фанаты в том числе стали находить в дополнении ироничные отсылки к «Сумеркам».
Так как игровой набор наделил оборотней самым продвинутым и разнообразным игровым процессом на фоне остальных уже имеющихся волшебных существ в The Sims 4, фанаты игры стали массово просить разработчиков также расширить лор и геймплей других оккультных видов, особенно вампиров и русалок. 

### Оценка критиков
Оценка игрового набора в целом была положительной, игровые критики похвалили то, как разработчики широко раскрыли игровой процесс оборотней, особенно в сравнение с оборотнями из The Sims 2 и The Sims 3 и уделили особое внимание внутри игровому сюжету и лору и в том числе расширяя лор, связанный с другими фантастическими видами, включая вампиров.
Обозревательница GamesHub выразила восхищение тем, как разработчики неожиданным образом сделали оборотней центром внимания, учитывая то, что за долгим отсутствием в серии The Sims они давно отошли на второй план среди поклонников фэнтези в симуляторе жизни. Некоторые критики в итоге заметили, что оборотни получились даже самым проработанным оккультным видом в The Sims 4 даже несмотря на то, что оборотни традиционно рассматриваются, как более нишевые оккультные создания, чем например те же вампиры или волшебники, получившие также собственные игровые наборы. Это преимущество обусловлено не только наличием у оборотней древа навыков, схожим с вампирским, но и наличием самого проработанного внутриигрового лора, стай со своими традициями и особенности отыгрыша за оборотня, учитывая проблемы, связанные с гневом и временной потерей контроля. Например представительница GameHub, заметила, что вампиры на фоне оборотней смотрятся слишком предсказуемыми, а отыгрыш за оборотня часто связан с попыткой удержать гнев персонажа и контроль над его звериной природой, а по мере приобретения способностей, игрок сможет сделать своего оборотня ещё более звериным, или же научить обуздывать свой гнев, что делает отыгрыш за оборотня более динамичным и интересным. Наоборот критик Jeuxvideo назвал механику контроля гнева оборотня несбалансированной, пожаловавшись на то, что порой она излишне ограничивает отыгрыш за сима, например заставляя его постоянно есть или часами держать дома, для некоторых игроков рано или поздно станет утомительным
Критики похвалили игровой набор за продвинутые инструменты по кастомизации оборотней, позволяя придавать ему желаемую внешность и любую окраску, придавая оборотню как миловидный, мультяшный вид, так и грозный. Комментируя обвинения схожести оборотней с фурри, критик GamesHub заметила, что гибкие инструменты по настройке оборотня позволяют настраивать разные стили и в том числе избегать эффекта зловещей долины. Критик Rock, Paper, Shotgun заметил, что несмотря на недостатки во внешности оборотней, и их схожесть с фурри, это не идёт ни в какой сравнение с тем, как изображали оборотней в предыдущих играх. Критики также оценили обширные и разнообразные коллекции одежды и мебели, позволяя например создавать локации в эстетике заброшенных зданий. Рецензентка Dexerto заметила, что по крайне мере коллекция заинтересует игроков, не любящих оккультную тематику в The Sims, но отдельно упрекнула разработчиков за укоренившеюся традицию обделять вниманием коллекцию мужской одежды. 
Рецензенты также похвалили и представленный игровой мир и его обширные локации. Представительница Dexerto назвала Мунвуд Милл одной из самых атмосферных локаций в игре, фактически самым открытом миром, может быть не таким красивым, как сияющие пейзажи Тартозы из «Свадебных историй», но гораздо более интерактивным, позволяя изучать пространства без лишних загрузок экрана. Рецензент Screenrant также заметил, что Мунвуд Милл чувствуется гораздо «живее», чем аналогичные миры в «Вампирах» и «Мире Магии».
Тем не менее критики указали и на некоторые недостатки, например представитель Screerant обнаружил ряд внутриигровых ошибок, некоторые раздражающие детали, например постоянно воющий персонаж в CAS и упрекнул набор за отсутствие смертей на тему оборотней. Рецензент Jeuxvideo указал на то, что в «Оборотнях», как и любом «игровом наборе» от The Sims 4 ощущается недостаток игрового материала даже несмотря на весь свой потенциал.